# Fittingia paniculata
Fittingia paniculata là một loài thực vật có hoa trong họ Anh thảo. Loài này được Takeuchi mô tả khoa học đầu tiên năm 2008.